# José Gerschman
José Gerschman (nascut c. 1910) fou un jugador d'escacs argentí, actiu durant els anys 1930 i 1940s.

## Resultats destacats en competició
Gerschman va participar en quatre ocasions al fort Torneo Mayor, la primera fase del Campionat de l'Argentina: fou 15è el 1937 (el guanyador fou Jacobo Bolbochán), fou 19è el 1938 (el guanyador va ser Roberto Grau), empatà als llocs 2n-4t el 1939 (el guanyador fou Juan Traian Iliesco) i quedà tercer al triangular de desempat pel títol (el guanyador fou Carlos Maderna), i finalment fou 13è el 1940 (el guanyador va ser Carlos Guimard).
Gerschman també empatà als llocs 9è-10è al Torneig d'escacs de Buenos Aires 1939 (Círculo de Ajedrez, els guanyadors foren Paul Keres i Miguel Najdorf), i fou 7è a Buenos Aires 1963 (YMCA, el guanyador fou Oscar Panno).

### Rànquing mundial
El seu millor rànquing Elo s'ha estimat en 2432 punts, l'octubre de 1938, moment en què tenia 28 anys, cosa que el situaria en 189è lloc mundial en aquella data. Segons chessmetrics, va ser el 148è millor jugador mundial el desembre de 1941.